# Ignacio Manuel Altamirano

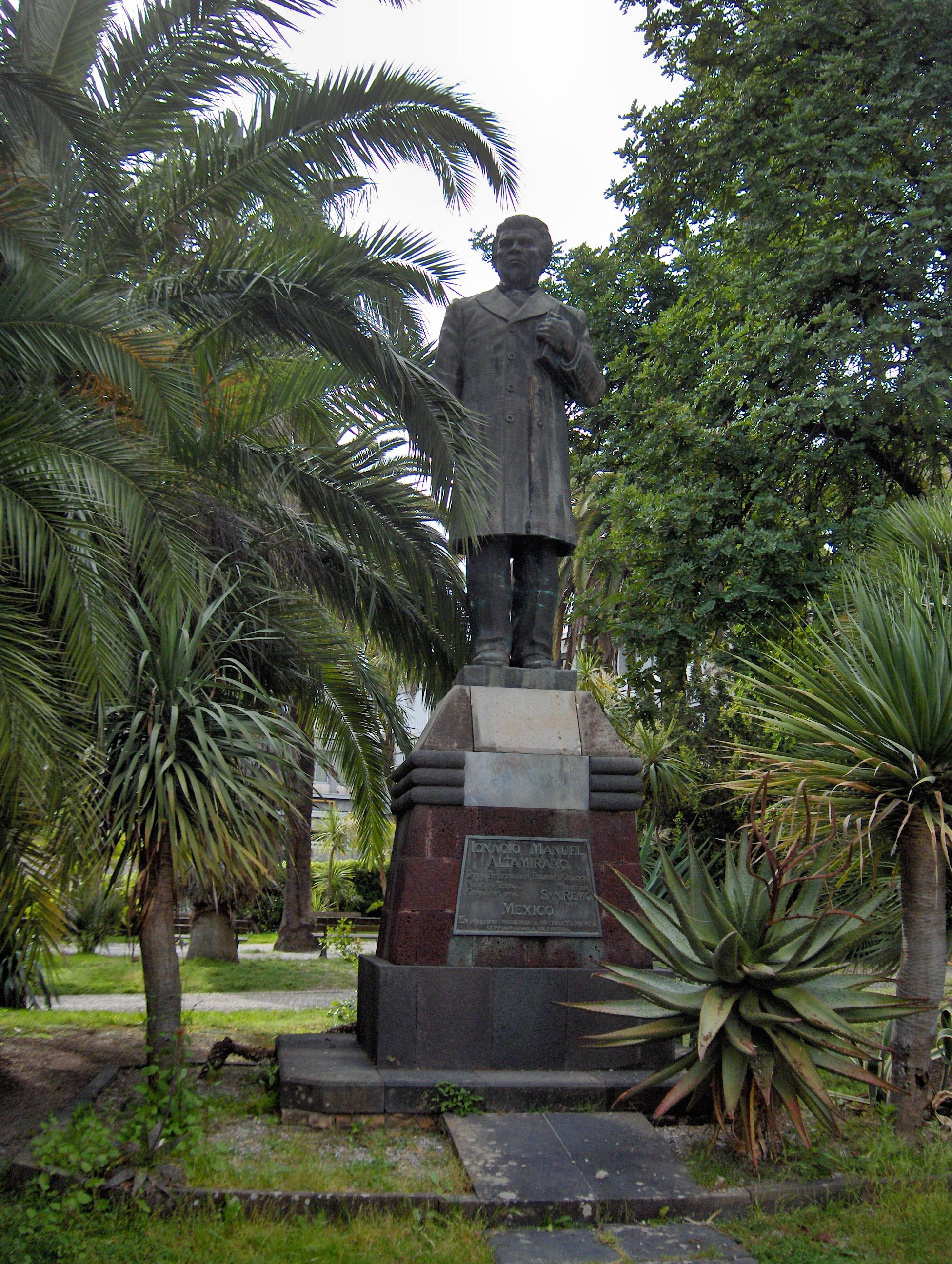
Pomnik pisarza w San Remo (Włochy)

Ignacio Manuel Altamirano (ur. 13 listopada 1834 w Tixtla w stanie Guerrero, zm. 13 lutego 1893 w San Remo we Włoszech) – meksykański polityk oraz poeta i prozaik, także nauczyciel oraz dziennikarz, indiańskiego pochodzenia (Nahua).
Był zwolennikiem polityki Benito Juáreza Garcii.
W dorobku literackim Ignacia Altamirano znajdują się utwory poetyckie, opowiadania oraz powieści. Koncentrował się na tematyce współczesnej. Jego opowiadanie Przebaczenie z 1869 roku uważane jest za pierwsze nowożytne opowiadanie pośród literatury Meksyku. Ówcześni przyjmowali dzieła literackie Altamirano przychylnie.

## Wybrane publikacje
- Clemencia (pol. Przebaczenie; 1869)
- La Navidad en las montañas (pol. Boże Narodzenie w górach; 1871)
- Antonia (1872)
- Beatriz (1873)
- Cuentos de invierno (1880)
- Rimas (1880)
- El Zarco (powst. w latach 1885–1889, wyd. w 1901)